# Кх
Кх, кх — кириллический диграф, используемый в письменностях ингушского и чеченского языков.

## Использование
Впервые проект алфавита ингушского языка на основе кириллицы был составлен в начале XX века российским этнографом и кавказоведом Фомой Ивановичем Горепекиным, однако он не содержал данный диграф. В 1938 году советский лингвист Николай Феофанович Яковлев разработал иной вариант кириллического алфавита ингушского языка, который вскоре был утверждён властями Чечено-Ингушской АССР, в результате чего данный диграф вошёл в состав ингушской письменности. 
В 1862 году российский лингвист и этнограф Пётр Карлович Услар совместно со своим помощником Кеди Досовым создал букварь чеченского языка, в котором использовался алфавит, составленный ими на основе кириллицы. Данный алфавит не содержал диграф Кх. Другой вариант кириллического алфавита чеченского языка, содержавший данный диграф, был составлен в 1938 году Николаевым Феофановичем Яковлевым. Именно этот вариант чеченской письменности используется по настоящее время.
С помощью диграфа передаётся глухой увулярный взрывной согласный [q].
Пример использования в ингушском языке: Кхуврч — «очаг». В чеченском языке диграф в частности используется в слове кхана — «завтра».